# Washburn, Illinois
Washburn là một làng thuộc quận Woodford, tiểu bang Illinois, Hoa Kỳ. Năm 2010, dân số của làng này là 1155 người.

## Dân số
Dân số qua các năm:
- Năm 2000: 1147 người.
- Năm 2010: 1155 người.